# Kaysville
Kaysville je město v okresu Davis County ve státě Utah ve Spojených státech amerických. K roku 2000 zde žilo 20 351 obyvatel. S celkovou rozlohou 26,1 km² byla hustota zalidnění 778,4 obyvatel na km².